# Johnny Bucyk
John Paul Bucyk, detto Johnny (Edmonton, 12 maggio 1935), è un ex hockeista su ghiaccio canadese.

## Biografia
Ha origini ucraine.
Nel corso della sua carriera ha giocato con Edmonton Maple Leafs (1951/52), Edmonton Oil Kings (1951-1954, 1953/54), Edmonton Flyers (1953/54, 1954-1955, 1955/56), Detroit Red Wings (1955/56, 1956/57) e Boston Bruins (1957-1978).
Nel 1971 e nel 1974 è stato insignito del Lady Byng Memorial Trophy, mentre nel 1977 ha ricevuto il Lester Patrick Trophy per il suo contributo all'hockey negli Stati Uniti.
Nel 1981 è stato inserito nella Hockey Hall of Fame.